# Мэн, Роберт
Преподобный Роберт Мэн (англ. Robert Main, 1808—1878) — британский астроном.

## Биография
Роберт Мэн родился в графстве Кент, посещал школу на острове Портси, после чего изучал математику в Куинз-колледже Кембриджского университета, который окончил в 1834 году. После этого Мэн в течение двадцати пяти лет (1835-60) работал в качестве первого ассистента в Гринвичской обсерватории, и в это время опубликовал многочисленные статьи по проблемам движения звёзд и планет, звёздного параллакса, а также размеров и форм планет. С 1841 по 1861 годы он занимал должности почётного секретаря, вице-президента и президента Королевского астрономического общества, а в 1858 году был награждён золотой медалью Общества. В 1860 году, после смерти Мануэля Джонсона, Мэн стал директором обсерватории Радклиффа в Оксфордском университете, и был избран членом Королевского общества. Как рукоположённый священник англиканской церкви, он регулярно проповедовал, живя в Гринвиче.
В 1859 году Мэн редактировал третье издание книги Джона Гершеля A Manual of Scientific Enquiry, prepared for the use of Her Majesty’s Navy and adapted for travellers in general (первое издание вышло в 1849 году), которая включал статью Чарлза Дарвина о геологии. В 1863 году вышел учебник Мэна «Практическая и сферическая астрономия» (Practical and Spherical Astronomy). Р.Мэн был ответственным редактором Второго Рэдклиффского каталога (1870), в котором подробно описаны 6317 звёзд, а также (совместно с Ч.Притчардом) редактировал Catalogue of 10,300 multiple and double stars Гершеля (1874). Р.Мэн на протяжении 25 лет — с 1851 по 1875 годы — вёл наблюдения за осадками в Оксфорде, и сотрудничал с журналом Fortnightly Review, когда его редактором был Джордж Генри Льюис.
Другие работы Р.Мэна включают в себя трактат Modern Philosophic Scepticism Examined (1875), представленный в Институт Виктории (Философское общество Великобритании) и лекцию по первому посланию к Коринфянам, прочитанную для Британской ассоциации содействия развитию науки в том же году.
В честь Роберта Мэна названы кратер на Луне и кратер на Марсе.